# Cmentarz żydowski w Mordach
Cmentarz żydowski w Mordach – znajduje się przy obecnej ul. 11 Listopada i pierwotnie zajmował obszar 1 ha. Do naszych czasów zachowało się kilkadziesiąt, w większości zniszczonych, macew. Został założony w XIX wieku. Jest ogrodzony siatką.